# Aotus subglauca
Aotus subglauca là một loài thực vật có hoa trong họ Đậu. Loài này được Blakeley & McKie miêu tả khoa học đầu tiên.